# 藤沢市立長後中学校
藤沢市立長後中学校（ふじさわしりつ ちょうごちゅうがっこう）は、神奈川県藤沢市にある公立中学校。

## 概要
神奈川県大和市との組合立で運営していた学校を、昭和の中期に、藤沢市立の学校として独立させた。藤沢市の北部に位置し、すぐ西側には藤沢市立富士見台小学校がある。

## 沿革
- 1960年（昭和35年）4月1日 藤沢市大和市教育組合立渋谷中学校を解消し、藤沢市立長後中学校として独立。
- 1962年（昭和37年）3月10日 校歌制定 作詞:草野心平、作曲:芥川也寸志[2]
- 1981年（昭和56年）4月1日 藤沢市立湘南台中学校へ新2年生分離
- 1982年（昭和57年）4月2日 藤沢市立高倉中学校へ新2年生分離
- 1993年（平成5年）12月20日 新校舎完成[3]

## 進学前小学校
- 藤沢市立長後小学校（一部は藤沢市立高倉中学校へ）
- 藤沢市立富士見台小学校

## 著名な出身者
- 星野剛士（政治家、衆議院議員）

## 部活動
運動部
- 野球部
- サッカー部
- 男子バスケットボール部
- 女子バスケットボール部
- 男子テニス部
- 女子テニス部
- 男子卓球部
- 女子卓球部
- バレーボール部

文化部
- 吹奏楽部
- 家庭部
- 園芸部
- 美術部

## アクセス
小田急江ノ島線長後駅より徒歩10分